# Tongkou He
Tongkou He (kinesiska: 通口河) är ett vattendrag i Kina. Det ligger i den centrala delen av landet, 1 400 km sydväst om huvudstaden Peking.